# Natuba (ort)
Natuba är en ort i Brasilien.   Den ligger i kommunen Natuba och delstaten Paraíba, i den östra delen av landet, 1 600 km nordost om huvudstaden Brasília. Natuba ligger 343 meter över havet och antalet invånare är 3 333.
Terrängen runt Natuba är huvudsakligen kuperad, men söderut är den platt. Närmaste större samhälle är Macaparana, 14,4 km nordost om Natuba.
Omgivningarna runt Natuba är en mosaik av jordbruksmark och naturlig växtlighet. Runt Natuba är det ganska tätbefolkat, med 100 invånare per kvadratkilometer.